# Centre d’imagerie interarmées des Forces canadiennes
Le Centre d'imagerie interarmées des Forces canadiennes, abrégé en CIIFC, (Canadian Forces Joint Imagery Centre, abrégé en CFJIC, en anglais) est une unité du Commandement du renseignement des Forces canadiennes responsable de fournir des services d'imagerie et de renseignement par imagerie. Il est situé à Ottawa en Ontario.

## Annexe